# Hajar Abulfazl
Hajar Abulfazl (11 de novembro de 1993) é uma doutora do Afeganistão, ex-capitã da equipe feminina de futebol Afegã e ex-delegada da Assembleia da Juventude das Nações Unidas.

## Vida
Abulfazl nasceu em Cabul e começou no futebol aos 12 anos. Ela se juntou na equipe de futebol feminino da escola. Ela ascendeu até se tornar capitã da equipe feminina de futebol Afegã, onde jogou por quase uma década, de maio de 2009 até janeiro de 2017. Ela jogou nos campeonatos de 2010 e 2012 da Federação Futebolística da Ásia do Sul  e jogou no meio-campo, além de liderar o comitê feminino da Federação Afegã de Futebol (2012 até 2014).
Em 2016, Abulfazl foi a delegada Afegã na Assembleia da Juventude de Inverno das Nações Unidas. Em julho de 2017 ela recebeu o Prêmio por Uso Corajoso do Esporte por coragem individual em frente da adversidade. Ela treinou a equipe Under-17 girls' do seu país.
Abulfazl teve o apoio de seus pais quando ela resolveu virar uma atleta, mas outros membros de sua família desaprovavam. Ela usou o hojab durante os jogos, para mostrar às meninas e pais afegãos que a realização esportiva não é incompatível com o respeito por religião e cultura. Ela tem usado o futebol para empoderar as meninas do Afeganistão.
Abulfazl estudou na Universidade Khatam Al-Nabieen, onde recebeu seu diploma médico em 2017.